# Calamus australis
Calamus australis là loài thực vật có hoa thuộc họ Arecaceae. Loài này được Mart. mô tả khoa học đầu tiên năm 1838.

## Hình ảnh

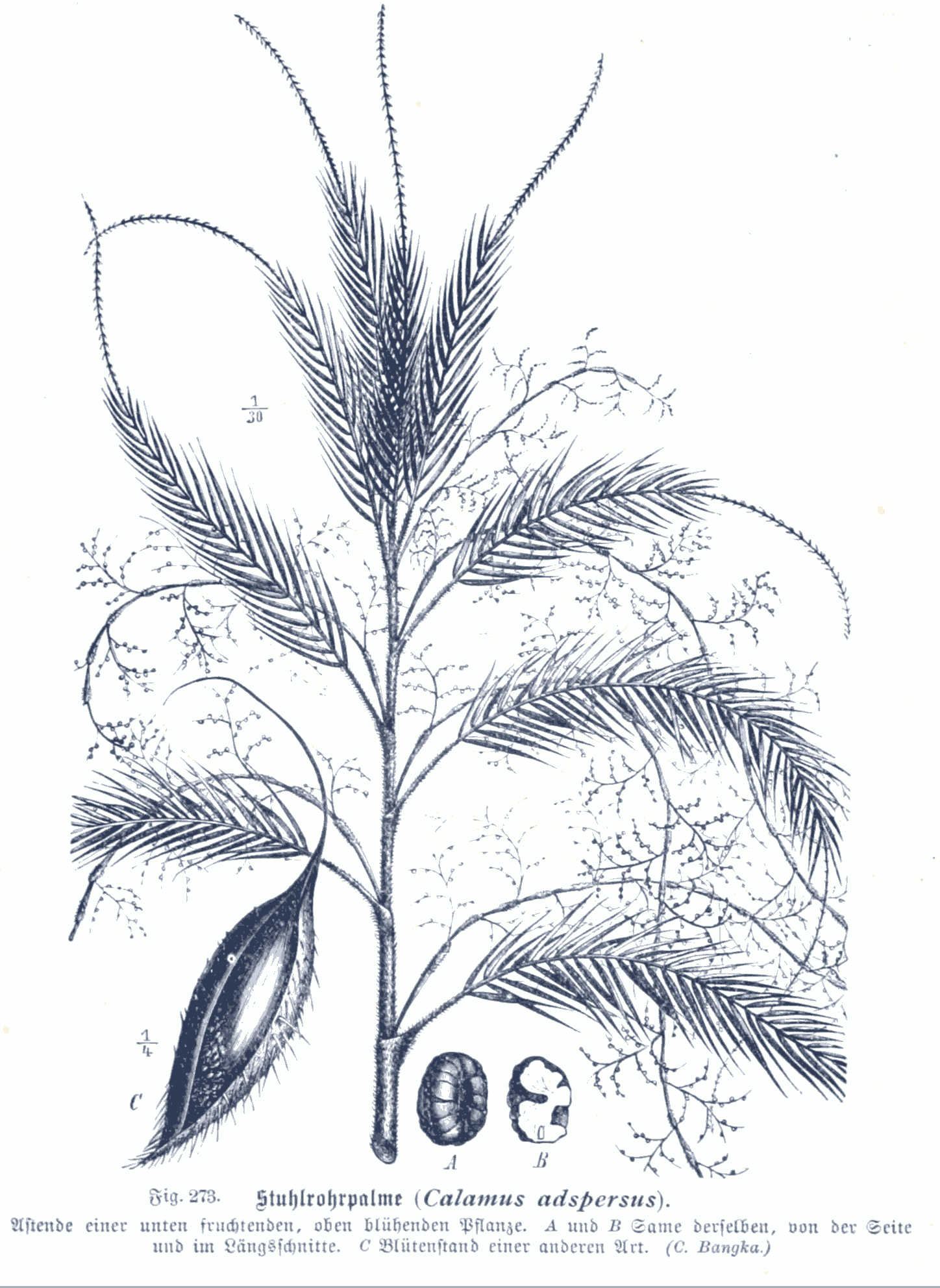
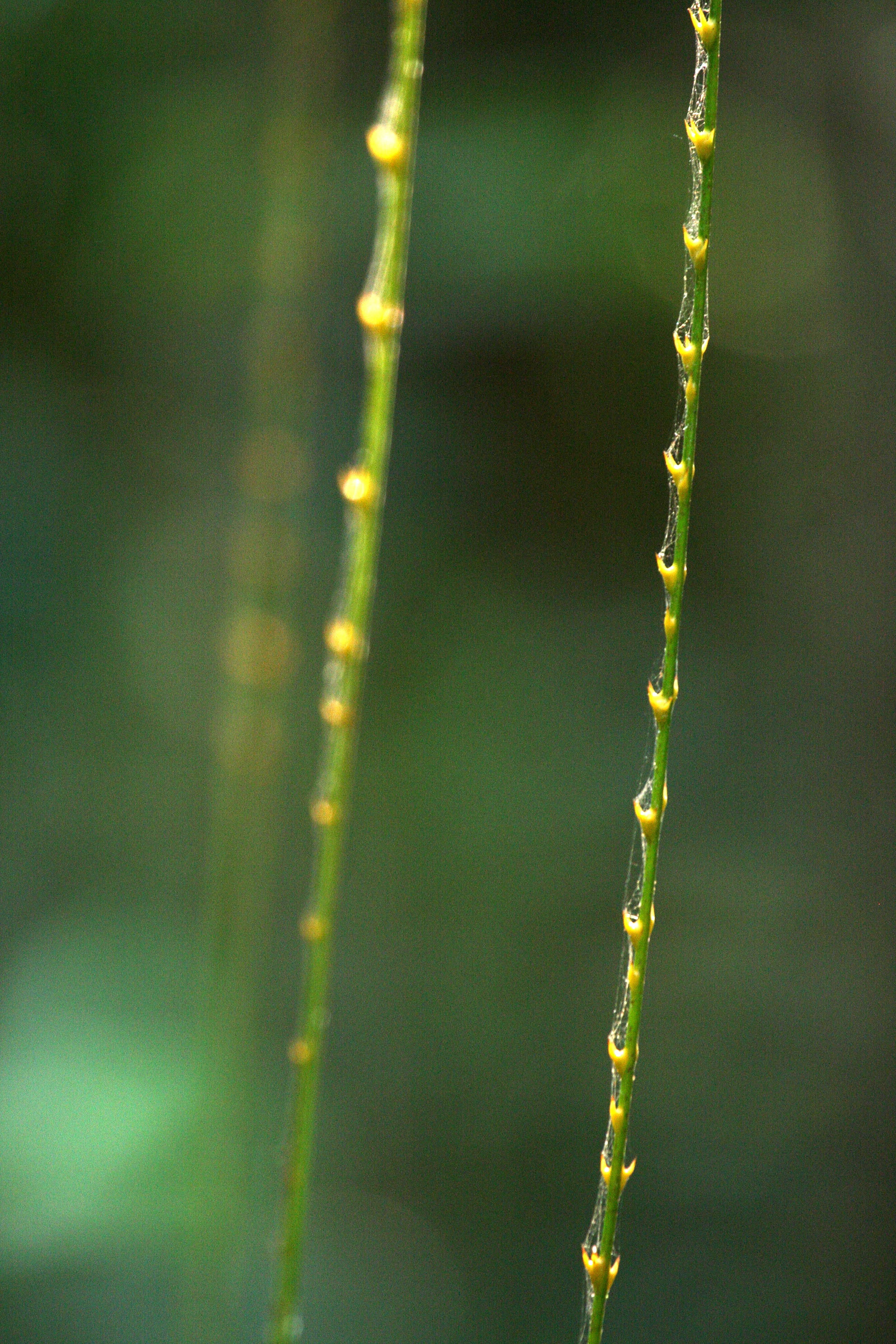
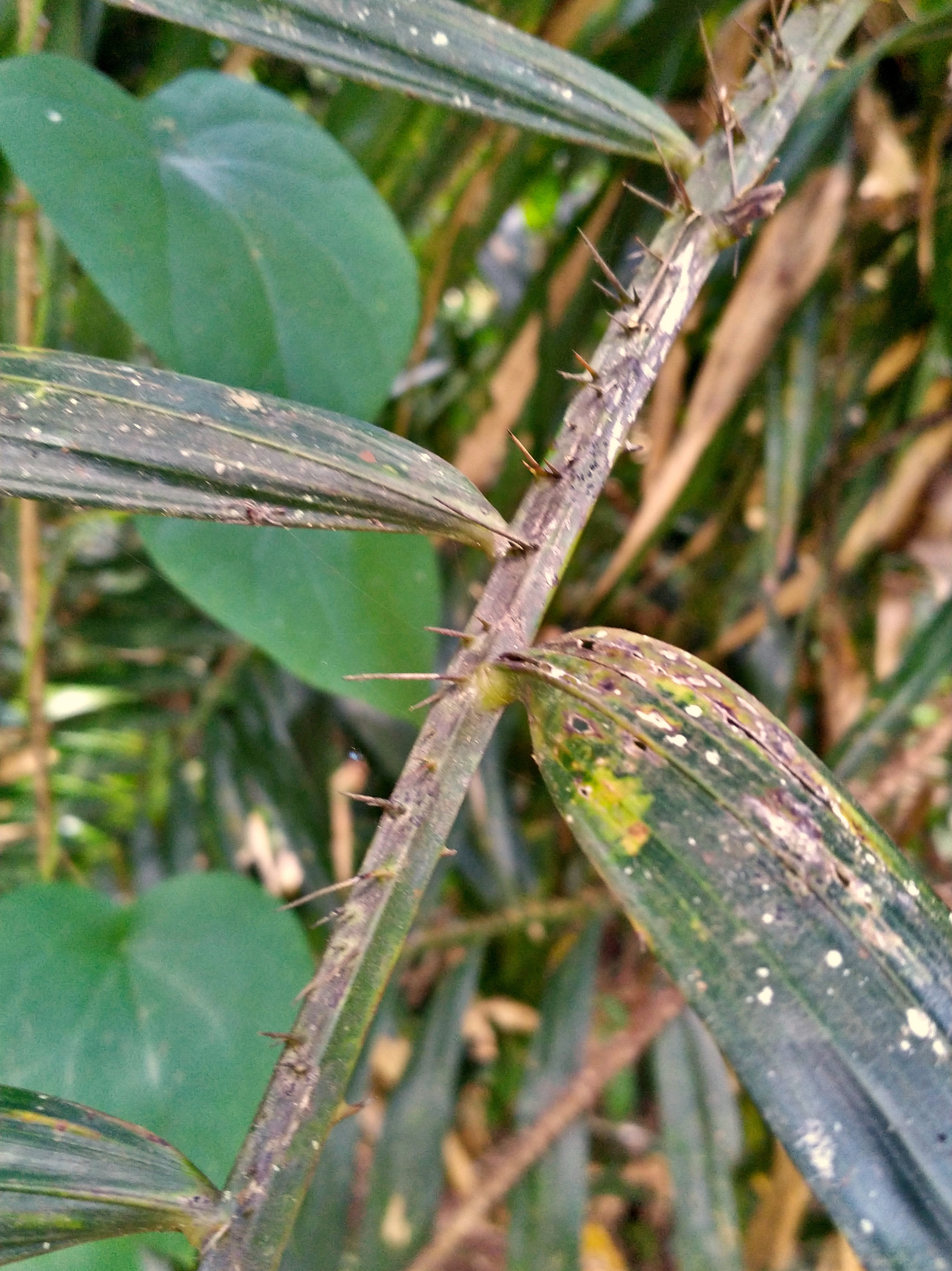
Rachis with spines
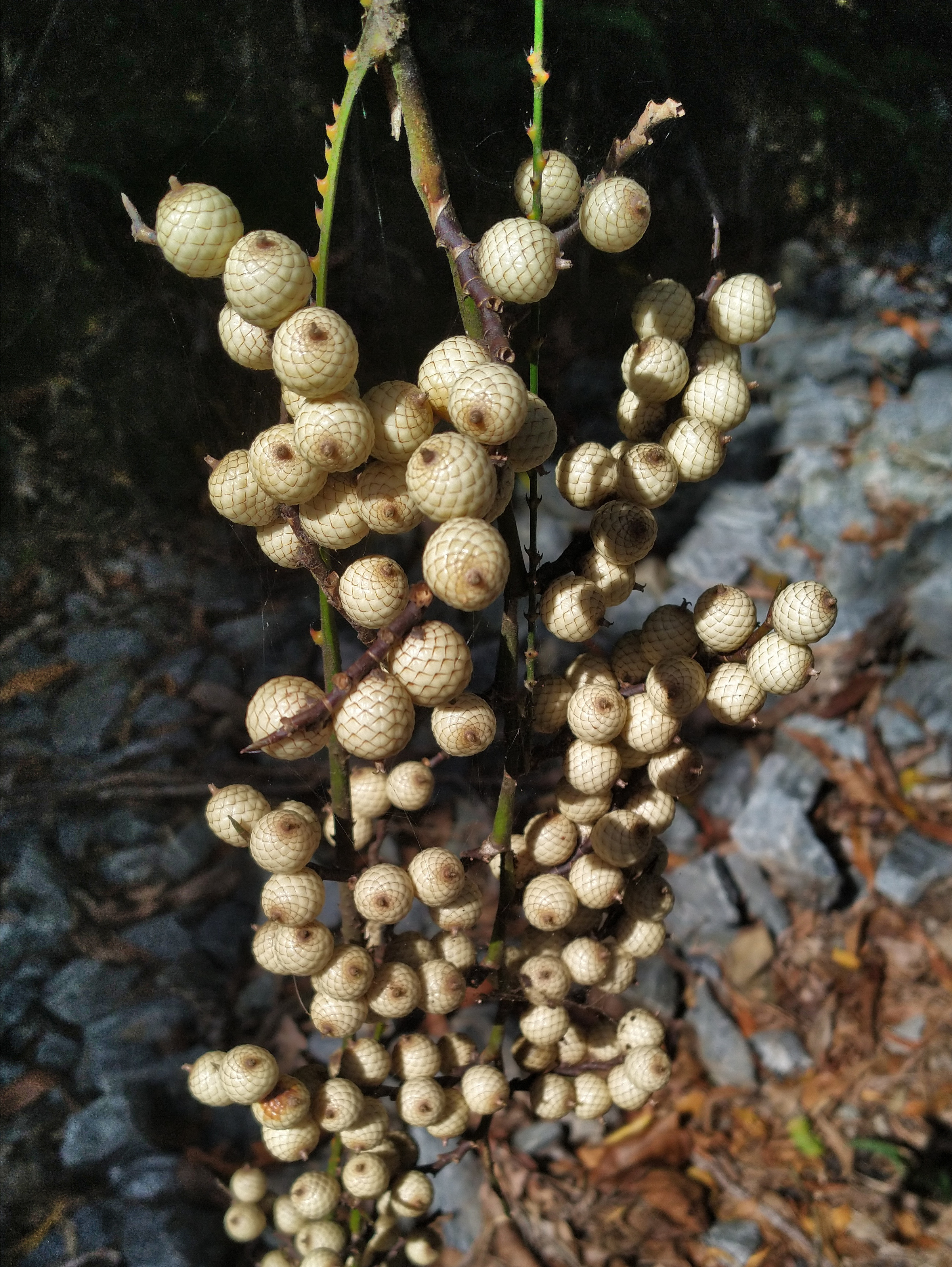
Fruit
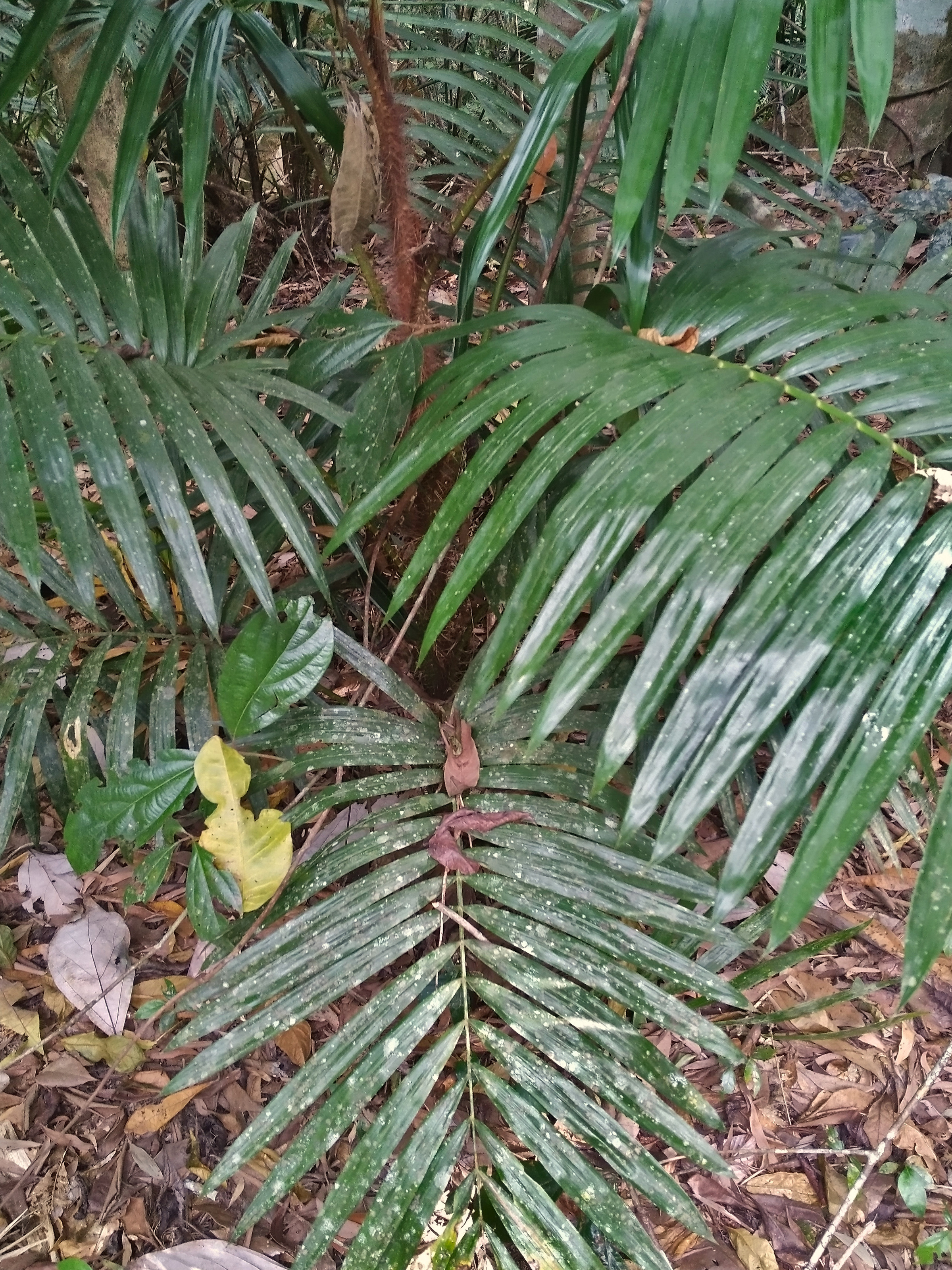
Foliage and stem
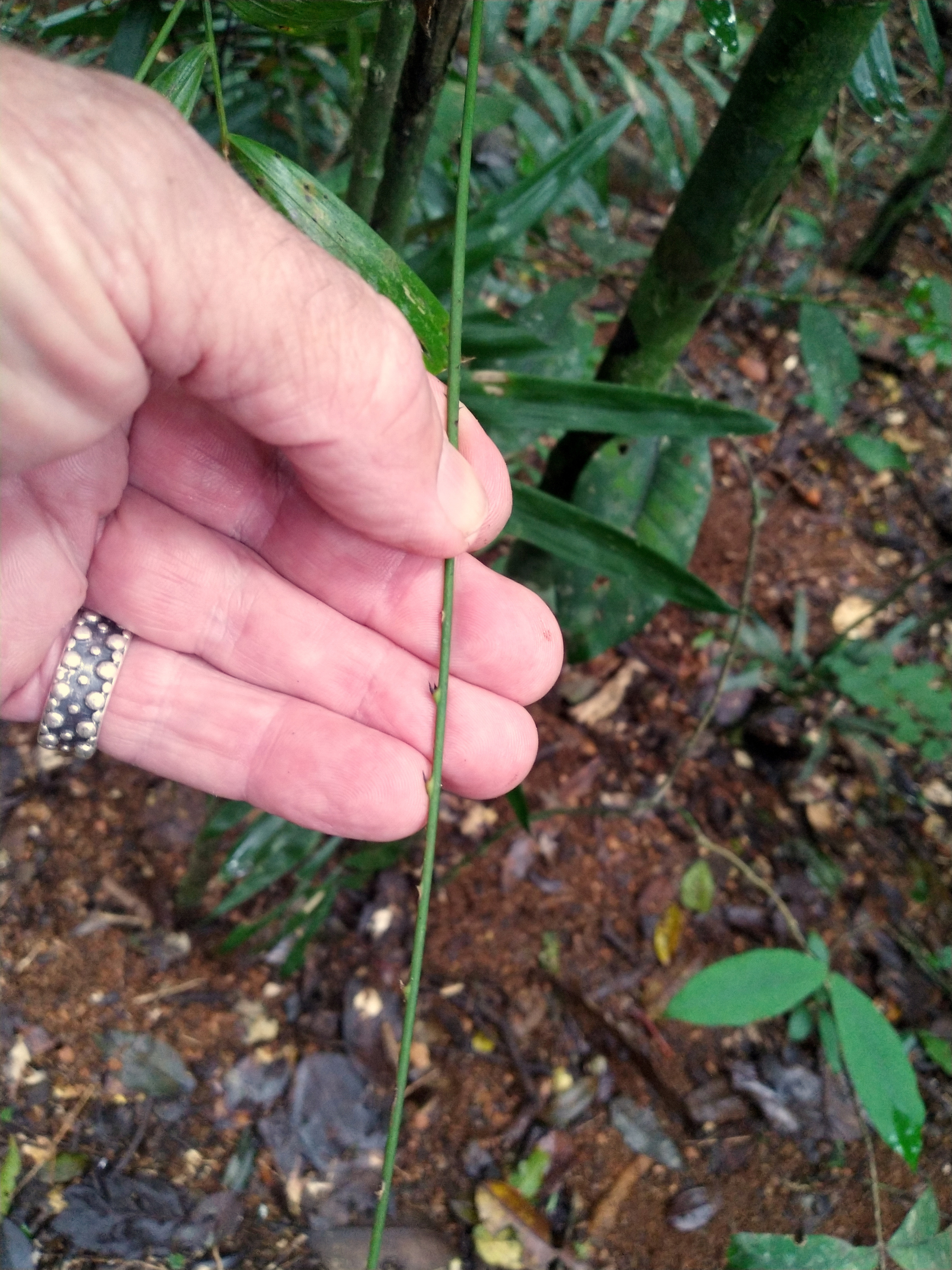
Tendril
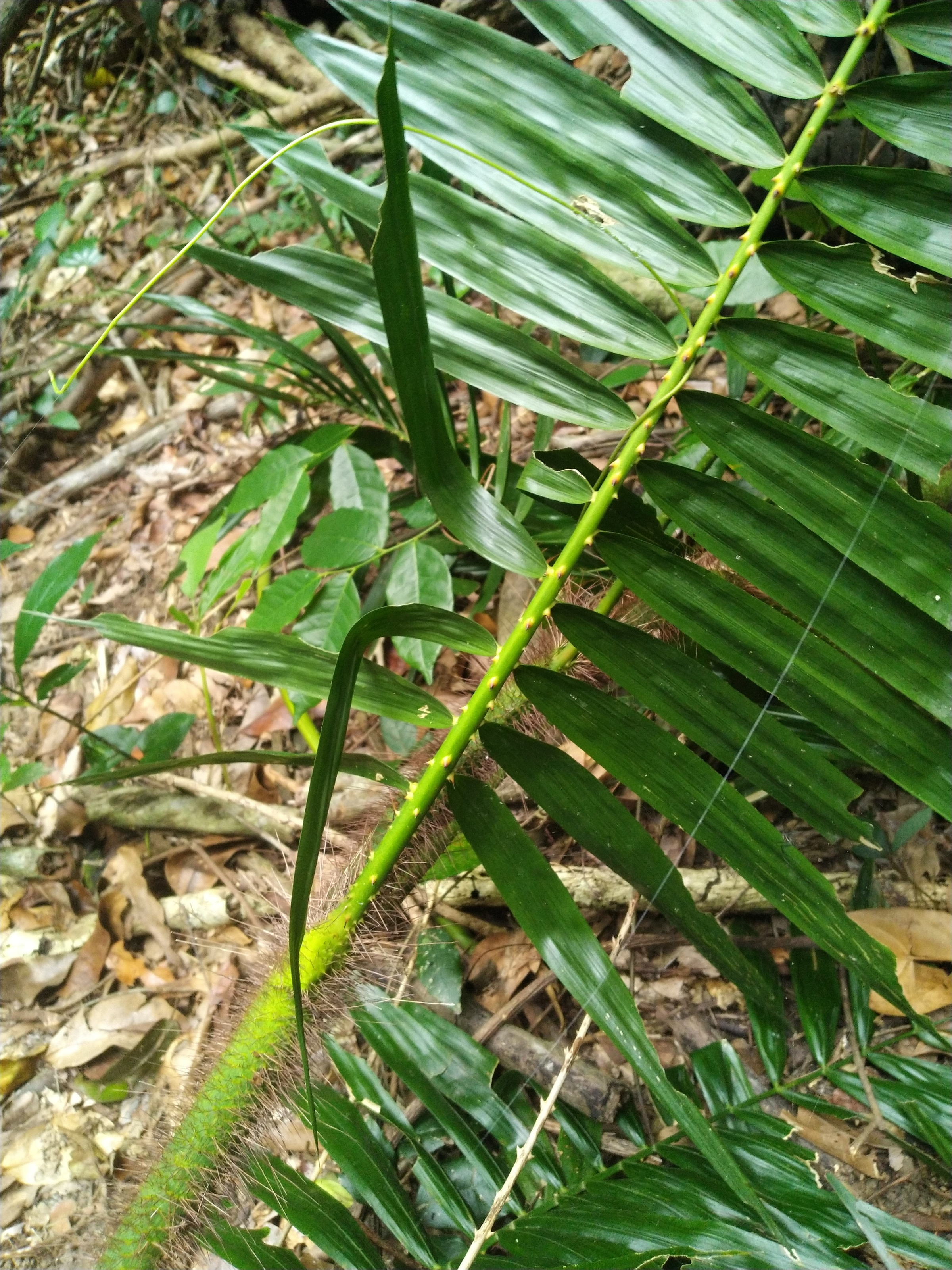
Underside of leaf, showing barbs on rachis